# Viktorija Smirnova
Viktorija Smirnova (ur. 22 listopada 1989 w Rydze) – łotewska siatkarka. Obecnie gra we Francji, w USSP Albi Volley-Ball.

## Kariera
| Klub                  | Kraj    | Lata gry  |
| --------------------- | ------- | --------- |
| VK Ezerzeme           | Łotwa   | 2005–2006 |
| USSP Albi Volley-Ball | Francja | 2006–2009 |